# Playa Acapulco
La playa Acapulco se encuentra en la ciudad de Viña del Mar, Región de Valparaíso, Chile. Limita al norte con el muelle Vergara y al sur con la calle 8 Norte, mientras que se ubica aledaña a la avenida San Martín.
En 2010, en medio de un modelo de desarrollo para el borde costero, se inauguraron nuevas instalaciones como equipamiento de baños y restaurantes. Cuenta con una pasarela de madera y sombrillas de paja.